# 육군탄도미사일국
육군탄도미사일국(Army Ballistic Missile Agency (ABMA))는 1956년 2월 1일부터 1961년 12월 11일까지 운영한 미국 육군의 탄도미사일에 관한 연방 정부 기관이다.
1956년 5월 16일, 육군탄도미사일국에서 쓸 어깨 소매 휘장이 승인되었다. 육군병기미사일사령부에서도 1958년 4월 1일부터 1963년 4월 9일까지 썼고, 폐지되었다.

## 역사
육군탄도미사일국은 1956년 2월 1일 앨라배마주 매디슨군 레드스톤 조병창에 설립되었다. 국장에 존 B. 메다리스와 기술책임자에 베르너 폰 브라운이 임명되었다.
ABMA에 배정된 첫 대형 프로젝트는 레드스톤 미사일이었다.
상급기관으로 육군병기미사일사령부(AOMC)가 1958년 3월에 설립되었고, 레드스톤 조병창, 제트추진연구소(JPL), 화이트 샌드 실험장, 육군로켓 및 유도미사일국(ARGMA)과 함께 산하기관으로 지정되었다.
1960년 7월 1일, 항공우주국(NASA)로 육군병기미사일사령부의 우주에 관련된 임무가 넘겨지고 베르너 폰 브라운을 위시한 과학적 및 기술 간부들이 새로 설립된 마셜 우주비행센터(MSFC)로 전속하였다. 베르너 폰 브라운은 마셜 우주비행센터의 책임자로 임명되었다.
항공우주국으로 넘겨지지 않은 기능과 임무는 육군병기미사일사령부와 예하 기관에서 수행하였고, 조직 재편성에 따라 1961년 12월 11일에 육군탄도미사일국과 육군로켓 및 유도미사일국이 함께 해체되었다. 육군병기미사일사령부는 1997년 7월 17일에 미사일사령부(MICOM)로서 항공 및 병대사령부(ATCOM)와 병합되어 항공미사일사령부(AMCOM)가 되었다.

## 개발한 미사일
- 레드스톤
  - 주피터-A
  - 주피터-C
  - PGM-19 주피터
- MGM-31 퍼싱

## 참고
1. ↑  “U.S. ARMY ORDNANCE MISSILE COMMAND: Shoulder Sleeve Insignia” (영어). 2023년 8월 31일에 확인함.